# Forventet levealder
Forventet levealder er den gennemsnitlige alder, som et nyfødt barn forventes at leve. Den forventede levealder kan enten beregnes på befolkningsniveau eller opdelt på undergrupper ud fra eksempelvis køn, bopæl, etnicitet, beskæftigelse eller lignende. Synonymt anvendes betegnelserne middellevetid eller middellevealder for 0-årige.
Mere generelt betegner middellevetid det antal år, som en årgang i gennemsnit har tilbage at leve i, givet at årgangen har nået en bestemt alder. Man kan således beregne en middellevetid for ethvert alderstrin, men ofte bruges benævnelsen specifikt i forbindelse med nyfødte (dvs. 0-årige). Middellevetiden for aldersgrupper større end 0 år benævnes også restlevetiden.
Middellevealderen i den vestlige verden har i det seneste århundrede været støt stigende fra årti til årti. Dette kan belyses ved nedenstående oversigt over udviklingen fra 1960 til 1980.
Dog har middellevealderen i Danmark sakket bagud i forhold til de øvrige vestlige lande. Dette forklares typisk med det større forbrug af tobak og alkohol, samt kvaliteten af sundhedssystemet.
Gennem tiderne har den forventede levealder ændret sig.
Børnedødeligheden har haft betydning.
For privilegerede personer der har undgået at dø som børn har den forventede levetid ikke været dramatisk forskellig fra nutidens levealder.
Privilegerede mænd fra antikken i Grækenland har haft en forventet levetid på omkring 70 år.
For kvinder over 15 år i England og Wales er den forventede levetid omkring 1500-tallet estimeret til lidt under 50 år.
| Land           | Mænd 1960 | Mænd 1970 | Mænd 1980 | Kvinder 1960 | Kvinder 1970 | Kvinder 1980 |
| -------------- | --------- | --------- | --------- | ------------ | ------------ | ------------ |
| Danmark        | 70,4      | 70,7      | 71,1      | 73,8         | 75,9         | 77,2         |
| Island         | 70,7      | 70,7      | 73,7      | 75,0         | 76,3         | 79,7         |
| Norge          | 71,3      | 71,2      | 72,5      | 75,6         | 77,4         | 79,2         |
| Sverige        | 71,2      | 72,0      | 73,1      | 75,7         | 77,0         | 79,1         |
| Finland        | 65,2      | 66,3      | 69,2      | 72,1         | 74,4         | 77,6         |
| Vesttyskland   | 66,9      | 67,4      | 69,9      | 72,4         | 73,8         | 76,6         |
| Holland        | 71,1      | 70,8      | 72,7      | 75,9         | 76,8         | 79,3         |
| Belgien        | 67,7      | 67,8      | -         | 73,5         | 74,2         | -            |
| Luxemburg      | -         | 67,0      | 68,0      | -            | 73,9         | 75,1         |
| Frankrig       | 67,4      | 68,3      | 70,8      | 74,1         | 75,8         | 78,9         |
| Storbritannien | 67,9      | 68,7      | 70,0      | 73,7         | 75,0         | 76,2         |
| Irland         | 68,1      | 68,8      | -         | 72,3         | 73,5         | -            |
| Schweiz        | 68,7      | 70,2      | 72,4      | 74,1         | 76,2         | 79,0         |
| Østrig         | 65,6      | 66,6      | 69,3      | 72,0         | 73,7         | 76,4         |
| Portugal       | 60,7      | 63,7      | 67,4      | 66,4         | 70,3         | 74,7         |
| Spanien        | 67,3      | 69,7      | 70,4      | 71,9         | 75,0         | 76,2         |
| Italien        | 66,9      | 69,0      | 69,7      | 72,1         | 75,0         | 75,6         |
| Malta          | 67,0      | 68,2      | 69,1      | 70,7         | 72,7         | 74,0         |
| Grækenland     | 67,5      | 72,0      | -         | 70,7         | 76,1         | -            |

Tallene i ovenstående tabel er hentet fra Poul Christian Matthiessens artikel "Befolkningssituationen i Europa" fra Nationaløkonomisk Tidsskrift i 1983.

## De 20 lande i verden med højeste forventede levealder
Danmark har pr. 2009 den 46. højeste forventede levealder i verden – mens den samlede forventede levealder er 78,3 år, er den for mænd 75,96 år og for kvinder 80,78 år.
Nedenfor er de 20 lande i verden med den højeste forventede levealder i 2009 listet. Territorier er ikke medtaget.
| Rank | Land          | Samlede forventede levealder | Mænds forventede levelader | Kvinders forventede levealder |
| ---- | ------------- | ---------------------------- | -------------------------- | ----------------------------- |
| 1    | Andorra       | 82,51                        | 80,33                      | 84,84                         |
| 2    | Japan         | 82,12                        | 78,80                      | 85,62                         |
| 3    | Singapore     | 81,98                        | 79,37                      | 84,78                         |
| 4    | San Marino    | 81,97                        | 78,53                      | 85,72                         |
| 5    | Australien    | 81,63                        | 79,25                      | 84,14                         |
| 6    | Canada        | 81,23                        | 78,69                      | 83,91                         |
| 7    | Frankrig      | 80,98                        | 77,79                      | 84,33                         |
| 8    | Sverige       | 80,86                        | 78,59                      | 83,26                         |
| 9    | Schweiz       | 80,85                        | 78,03                      | 83,83                         |
| 10   | Israel        | 80,73                        | 78,62                      | 82,95                         |
| 11   | Island        | 80,67                        | 78,53                      | 82,90                         |
| 12   | New Zealand   | 80,36                        | 78,43                      | 82,39                         |
| 13   | Italien       | 80,20                        | 77,26                      | 83,33                         |
| 14   | Monaco        | 80,09                        | 76,30                      | 84,09                         |
| 15   | Liechtenstein | 80,06                        | 76,59                      | 83,53                         |
| 16   | Spanien       | 80,05                        | 76,74                      | 83,57                         |
| 17   | Norge         | 79,95                        | 77,29                      | 82,74                         |
| 18   | Grækenland    | 79,66                        | 77,11                      | 82,37                         |
| 19   | Østrig        | 79,50                        | 76,60                      | 82,56                         |
| 20   | Malta         | 79,44                        | 77,21                      | 81,80                         |